# Lubiatowo (jezioro)
Lubiatowo – jezioro w Polsce w województwie zachodniopomorskim, w powiecie wałeckim w mieście Tuczno. Inną spotykaną w publikacjach nazwa tego jeziora to Jezioro Liptowskie.
Jest to jezioro polodowcowe, rynnowe o typowym dla tych jezior wydłużonym kształcie i stromych brzegach porośniętych lasem.
Na zachodnim brzegu znajduje się kąpielisko i niewielki kemping.
Przez jezioro przepływa rzeka Runica, która łączy jezioro z jeziorem Tuczno i Jeziorem Zamkowym.
Na jeziorze dopuszczone jest używanie jednostek pływających napędzanych silnikami spalinowymi w okresie od 1 czerwca do 30 września w godzinach od 8:00 do 20:00.
W 2010 na jego terenie ustanowiono rezerwat przyrody Nad Jeziorem Liptowskim o powierzchni 54,04 ha.